# Ninan Cuyochi
Ninan Cuyochi var en tronföljare i Inkariket. Han var den som skulle ärva tronen efter den elfte inkan Huayna Capac. Huayna Capac dog 1525 i vad som kan antas ha varit smittkoppor, som hade förts in vid någon av de första spanska upptäcktsfärderna till Mellanamerika och sedan börjat sprida sig ner över Sydamerika.
Arvingen Ninan Cuyochi dog kort tid efter sin far och kom aldrig att tillträda tronen som Inka.
Adeln i Cusco (los Orejones) beslöt sig för att efter Ninan Cuyochis död utse brodern Huáscar till nästa Inka, något som inte halvbrodern Atahualpa som bodde i Quito ville acceptera. Efter några år bröt inbördeskriget ut. Detta skedde samtidigt som den spanske conquistadoren Francisco Pizarro närmade sig Inkariket.